# Fodor Ákos (költő)
Fodor Ákos (Budapest, 1945. május 17. – Budapest, 2015. február 21.) magyar költő és műfordító, a magyar haiku egyik leghíresebb mestere.

## Életpályája
Konzervatóriumot végzett, majd 1963-1968 között a Liszt Ferenc Zeneművészeti Főiskola hallgatója volt, középiskolai énektanár és karvezetői tanszakon. A főiskola elvégzése után több mint 20 éven át dolgozott a Zeneműkiadónál zenei szerkesztőként. Az Artisjus zenei alapítványának tagja. 1978-ban jelent meg első verseskötete, Kettőspont címmel.

## Kötetei
- Kettőspont. Magvető, Bp., 1978 (versek, műfordítások)
- Idéző jelek. Magvető, Bp., 1979 (versek, műfordítások)
- Hasadó anyag. Magvető, Bp., 1982 (versek, alkalmazott szövegek)
- Képtelenkönyv. Móra, Bp., 1986 és 2010 (versek, Rózsa Edit képeivel)
- Jazz. Magvető, Bp., 1986 (versek, műfordítások)
- Akupunktúra. Magvető, Bp., 1989 (versek)
- Lehet. Fabyen, 1995 (versek)
- Dél után. Fabyen, 1997 (versek)
- Macuo Basó: Százhetven haiku. Terebess, 1998 (műfordítások)[4]
- Addig is. Fabyen, 1999 (versek)
- Kis Éji Zen. Kőrös Könyvtár, 2000 (versek)
- Buddha Weimarban. Fabyen, 2002 (versek)
- Szó-Tár. CET, Bp., 2003 (válogatott versek)
- Még: mindig. Fabyen, 2006 (versek)
- Pontok. Napkút, Bp., 2008 (válogatott versek)
- Gonghangok. Fekete Sas, Bp., 2009 (versek)
- Gongklänge. Wieser Verlag, 2010 (versek)
- Kis téli-zene. Hangocskák a csönd körül (20 noktürn). Fekete Sas, Bp., 2013 (versek)
- Szabadesés. Tipp Cult Kft., (P'art könyvek), Bp., 2014 (versek)
- Das Leben ist möglich. Wieser Verlag (társszerzők: R. Jurolek, A. Basic), 2014 (versek)
- Gyöngyök, göröngyök. Szerelem lépte nyomában – ötven év útján. Fekete Sas, Bp., 2015 (válogatott versek)
- Zaj-szünet. Hátrahagyott versek. Fekete Sas, Bp., 2017 (versek)
- Zene-idő. Hallgatódzások, 7 szólamban. Fekete Sas, Bp., 2019 (válogatott versek)
- Jelentés az útról. Feljegyzések, mosttól mostig. Fekete Sas, Bp., 2020 (válogatott versek)
- Beszédes kép/Képes beszéd. Fekete Sas, Bp., 2021 ((fotó- és versalbum; fotók: Díner Tamás)
- Benső beszéd: hangminta. Fekete Sas, Bp., 2022 (hangoskönyv Szilágyi Enikő színművész előadásában)
- Benső beszéd: hangminta. Fekete Sas, Bp., 2023 (e-hangoskönyv Szilágyi Enikő színművész előadásában)
- Benső beszéd: hangminta. Fekete Sas, Bp., 2023 (válogatott versek)
- Fülszöveg. Fekete Sas, Bp., 2024 (e-hangoskönyv Szilágyi Enikő színművész előadásában)
- Fülszöveg. Fekete Sas, Bp., 2024 (válogatott versek)

## Egyéb művei
Mintegy félszáz zenés színpadi mű (musical, opera, operett) magyar szövege.
- Sancho Panza szigete (1985, rádiójáték, Bródy János zenéjével)
- Offenbach: Kékszakáll (1987, rádiójáték)
- Drámafordítások
- Versfordítások
- Dalszövegek: Non Stop együttes (Könnyű köd és más dalok), Bojtorján együttes. A zenei szerzők adatbázisában szövegíróként szerepel (A=author), többnyire Victor Máté szerzőtársaként 47 zeneműnél. Egy kivétel található: Hogy én jussak el T-007.030.635-2 esetén CA jelölést kapott (Composer-Author).

- Filológiai, ill. praktikus közreadásai: Schola cantorum (középkori vokális művek), Haydn: Die sieben Worte (oratórium), 8 Haydn-szimfónia, számos Vivaldi-concerto.[6]

## Színházi műfordításai
A Színházi Adattárban regisztrált bemutatóinak száma: 36.
- Jacques Offenbach: Szép Heléna (1974)
- Hacks: A sanssouci molnár (1974)
- Bertolt Brecht: A kaukázusi krétakör (1976)
- Offenbach: Párizsi élet (1981)
- Johnson: Lakat alá a lányokkal (1983)
- Schwartz: Pipin (1983)
- Kálmán Imre: Csárdáskirálynő (1985)
- Erkel Ferenc: Bátori Mária, szövegátdolgozás (1985)
- Erkel Ferenc: Hunyadi László, szövegátdolgozás (1985)
- Wolfgang Amadeus Mozart: Szöktetés a szerájból (1987)
- Foster: A 'színezüst' csehó (1987)
- Blaikley: A 13 és 3/4 éves Adrian Mole titkos naplója (1987)
- Schwartz: Hit kell! (1990)
- Braden: Színezüst csehó (1991, 1993)
- Federico García Lorca: Yerma (1992)
- Leonard Bernstein: West Side Story (1992, 1998, 2001)
- Kander-Ebb: The Rink/A görkorcsolyapálya (1993, 1995)
- Yeston: Grand Hotel (1993)
- Jacobs-Casey: Grease (Zselé – kend a hajadra) (1993, 2015)
- Styne: Gypsy (1993)
- Kander: Nercbanda (1993, 2016)
- Russell: Vértestvérek (1993, 2007, 2010, 2016)
- Porter: Kánkán (1995)
- Nagy András: Alma (1995)
- Rota: A florentin kalap (1995, 2015)
- Hall: Volt egyszer egy kupleráj... (Texasban!) (1996)
- Strouse: Annie (1998, 2015)
- Kander-Ebb: A Pókasszony csókja (2001)
- Hall: Pipifarm (2002)

## Díjak, elismerések
- Artisjus-életműdíj (2003)
- Nádasdy Kálmán-díj (2006)
- Artisjus Irodalmi Alapítvány Irodalmi Díja (2007)
- Bank Austria Literaris osztrák irodalmi díj (2010)